# Villegusien-le-Lac
Villegusien-le-Lac é uma comuna francesa na região administrativa da Champanha-Ardenas, no departamento de Haute-Marne. Estende-se por uma área de 29,94 km². Em 2010 a comuna tinha 1 014 habitantes (densidade: 33,9 hab./km²).